# دژ یونچون دانگپو
قلعه یونچئون دانگپو (هانجا: 漣川 堂浦城، هانگول: 연천 당포성) دژی تاریخی از دوره سه پادشاهی کره و متعلق به امپراتوری گوگوریو است. این قلعه در منطقه دونگی-ری، بخش میسان-میون، شهرستان یونچئون، استان گیونگگی-دو در کره جنوبی واقع شده و به عنوان یکی از استحکامات دفاعی کلیدی گوگوریو در برابر تهاجمات خارجی عمل می‌کرد. این بنا در تاریخ ۲۱ آوریل ۲۰۰۳ به عنوان بنای یادبود شماره ۱۹۲ ثبت شد و سپس در ۲ ژانویه ۲۰۰۶ به مکان تاریخی کره جنوبی شماره ۴۶۸ ارتقا یافت. 

## طرح کلی
هیچ اشاره‌ای به قلعه دانگپو در اسناد جغرافیایی مختلف دوره سلسله چوسون یافت نشده است، اما در کتاب «گی-اون-بیول-جیپ» (記言別集)، نوشته هئو موک، آمده است: «قلعه‌ای قدیمی بر دیوار دامنه تپه‌ای روبروی ما-جئون وجود داشته که زیارتگاهی بر فراز آن قرار دارد و منطقه مقابل آن دانگپو نامیده می‌شود. چاهی بزرگ از میان آن جاری است و مسیرها را به هم پیوند می‌دهد.» بین سال‌های ۱۹۹۵ تا ۲۰۰۳، بررسی‌های سطحی و کاوش‌های باستان‌شناسی در این مکان انجام شد که به کشف تعدادی سفال متعلق به دوره گوگوریو انجامید. این یافته‌ها نشان داد که قلعه دانگپو متعلق به دوره سه پادشاهی بوده و بسیار محتمل است که به امپراتوری گوگوریو تعلق داشته است.
قلعه دانگپو دژی مسطح است که بر صخره‌ای طبیعی در کرانه شمالی رودخانه ایمجین و شاخه‌های آن، در شمال غربی جونگوک-اوپ، احداث شده است. این قلعه به شکل مثلثی با نوک تیز در بخش غربی طراحی شده و دیوار شرقی آن، که برای جلوگیری از نفوذ دشمنان ساخته شده، ارتفاع بلندی دارد، در حالی که دیوارهای جنوبی و شمالی، که در امتداد صخره‌های طبیعی قرار دارند، کوتاه‌تر هستند. ساختار کلی قلعه شباهت زیادی به قلعه‌های اوندائه-ری و هوروگورو در نزدیکی آن دارد و به‌ویژه شیوه ساخت آن با قلعه هوروگورو بسیار مشابه است. طول قلعه از انتهای غربی تا دیوار شرقی حدود ۲۰۰ متر، عرض دیوار شرقی ۵۰ متر و محیط کلی آن تقریباً ۴۵۰ متر است. در حال حاضر، بخش باقی‌مانده از دیوار شرقی ۶ متر ارتفاع و در پایه ۳۹ متر عرض دارد. قسمت جنوبی دیوار شرقی برای ایجاد ورودی قلعه و بخش شمالی آن برای احداث خندق تا حدی تخریب شده است.
قلعه یونچئون دانگپو، همراه با قلعه‌های یونچئون هوروگورو و یونچئون اونداریسونگ، دژی منحصربه‌فرد در کنار رودخانه است که بر روی زمینی مثلثی‌شکل، در محل تلاقی رودخانه ایمجین و شاخه‌های رودخانه هانتان، بنا شده است. این قلعه ارتباط نزدیکی با دوره سه پادشاهی دارد، زمانی که رودخانه ایمجین به عنوان مرز طبیعی شناخته می‌شد. این بنا میراثی فرهنگی با ارزش علمی برجسته است.

## پاورقی
1. ↑  경기도 고시 제2003-62호, 《문화재 지정》[پیوند مرده], 경기도지사, 경기도보 제3096호, 4면, 2003-04-21